# Musée Casteller de Catalogne
 (mai 2022).
 (mars 2018).
Si vous disposez d'ouvrages ou d'articles de référence ou si vous connaissez des sites web de qualité traitant du thème abordé ici, merci de compléter l'article en donnant les références utiles à sa vérifiabilité et en les liant à la section « Notes et références ».
Món Casteller. Musée Casteller de Catalogne (MCC) est un musée dont la construction a débuté en 2018 et inauguré en 2023, dans la ville de Valls, capitale de la région de l'Alt Camp.
MCC est un projet promu par le Département de la Culture de la Generalitat de Catalogne, la Députation provinciale de Tarragone, la Mairie de Valls et l’Organisme de Coordination des Colles Castelleres de Catalogne. Le consortium est présidé par la Generalitat de Catalunya, et la Mairie de Valls est responsable de l’exécution déléguée de l’ouvrage et de la muséographie du secrétariat.

## Historique du projet
La proposition de créer un musée consacré aux castells dans la ville de Valls est étroitement liée à Pere Català Roca (es), historien et photographe originaire de cette même ville. À la fin des années 1950, il visait déjà l'ouverture d'un centre pour la diffusion de la culture des castells. En ce sens, plusieurs expositions organisées à Valls et à Tarragone respectivement en 1964 et 1968, ont poussé Català Roca à faire cette proposition au Congrès de la Culture catalane en 1977 et au Congrès de la culture traditionnelle et populaire en 1982.
Le 26 juillet 1978, s’est tenue la «première assemblée» du Musée Casteller de Catalogne. Cette initiative a été prise en compte par l'Institut des Études de Valls avec la création, en 1984, d’une commission en vue de poursuivre d’autres actions que l’organisme avait déjà entreprises, comme l’exposition de castells dans les locaux de l’Ancien Hôpital de Sant Roc en 1981. En 1985, une exposition permanente a été installée au bâtiment de Can Segarra, au numéro 9 de la plaça del Blat, à l’occasion de la Grande Fête de Sant Joan. Deux ans plus tard, des défauts structuraux dans l’immeuble ont forcé sa clôture.
En 1997, la rédaction du projet muséologique prend vie, mis au point par une commission de spécialistes convoquée par le Département de la Culture de la Generalitat de Catalogne, la Mairie de Valls et le Musée de Valls (ca). L’idée d’établir le Musée à Can Segarra a survécu jusqu’en 2003, date à laquelle a été proposé le bâtiment de l’ancienne caserne militaire qui, jusqu’alors, avait abrité le siège de l'Institut d'Enseignement secondaire Narcís Oller, situé sur la plaça del Quarter.
La Mairie de Valls a annoncé en 2007 un nouveau déménagement avec la création d’un bâtiment neuf en dehors du centre-ville, dans la zone de Ruanes.

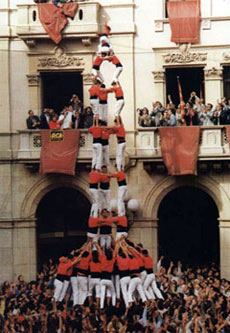
Castell 3 de 9 par les Colla Joves dels Xiquets de Valls.

Le jeudi 11 juin 2011 à Valls, lors d’une conférence de presse, le projet du Musée Casteller de Catalogne est présenté par son architecte Dani Freixes Melero (ca), de la société Varis Arquitectes SLP. Le projet prévoyait un bâtiment de plus de 3 000 m2 et qui impliquait l’aménagement urbain d’un espace de 10 000 m2.
Le samedi 17 octobre 2009, à l’occasion de la cérémonie du 40e anniversaire du monument aux Xiquets de Valls (ca), a eu lieu la présentation publique du projet du Musée Casteller de Valls devant 700 personnes avec la participation des quatre membres du Consortium.
C’est en 2010 que le premier projet architectural a été formalisé. En novembre de cette même année, l’UNESCO classait les castells au Patrimoine Immatériel de l’Humanité.
Enfin, en 2013, le projet est redimensionné et déménage à la plaza del Blat, origine du monde casteller, au cœur de la vieille ville de Valls. Ce projet architectural porte toujours l’étendard de Dani Freixes et de Varis Arquitectes, qui situent de nouveau le bâtiment dans la zone urbaine appelée Espardenyers ; la raison est que la rue Espardenueres traverse cette zone d’origine médiévale et qui est située entre les places à arcades du Blat et de l’Oli.
Le terrain a été obtenu d’un commun accord entre l’INCASOL – Institut Catalan du Sol, attaché à la Generalitat de Catalogne- et la Mairie de Valls. Le prix établi s’élevait à 746 721 €.
Le 22 avril 2014 ont commencé les travaux de démolition des 29 immeubles afin d’obtenir l’espace nécessaire à la construction des nouvelles installations culturelles et touristiques. La démolition a été réalisée de manière manuelle en raison de l’âge des biens et de leur mauvais état de conservation. Pour la réalisation de ce projet de démolition, 34 sociétés ont participé à l’appel d’offres et l’adjudicataire a été Excavacions Carbonell.
Le vendredi 27 mars 2015, le nouveau terrain résultant, d’une surface de 1 559 m2, a abrité la cérémonie d’inauguration des travaux de construction de Món Casteller - Musée Casteller de Catalogne. Cette dernière avait un caractère populaire, avec 34 piliers simultanés des colles castelleres et des moixigangues (danses de rue) qui ont eu lieu sur l’espace prévu pour la construction du bâtiment. Onze colles supplémentaires y ont également été représentées par leurs présidents correspondants. Au total, 45 groupements ont participé à cet acte. La Muixeranga d’Algemesí, la Moixigange de Tarragone et celle de Valls y ont également participé en tant qu’expressions culturelles représentant les origines des castells. Après ce premier pilier et une fois que les enxanetes ont déposé les emblèmes de chaque colle dans une urne représentant la première pierre du bâtiment, la compagnie de spectacles aériens Sacude a offert un montage scénique spectaculaire fondé sur la danse contemporaine verticale, sur un échafaudage de 15 mètres de haut, représentant les valeurs castelleres (force, équilibre, courage et bon sens) et lié à la tradition et à la modernité.
Le jeudi 16 avril 2015 ont commencé les travaux de construction des nouvelles installations, réalisés par la société Carbonell Figueres, adjudicataire de l’appel d’offres auquel ont participé 35 sociétés. Ces travaux consistaient dans la construction de la structure externe du bâtiment pour un montant de 2 727 331 €.
Le musée a ouvert ses portes au public le 8 septembre 2023.

## Bâtiment

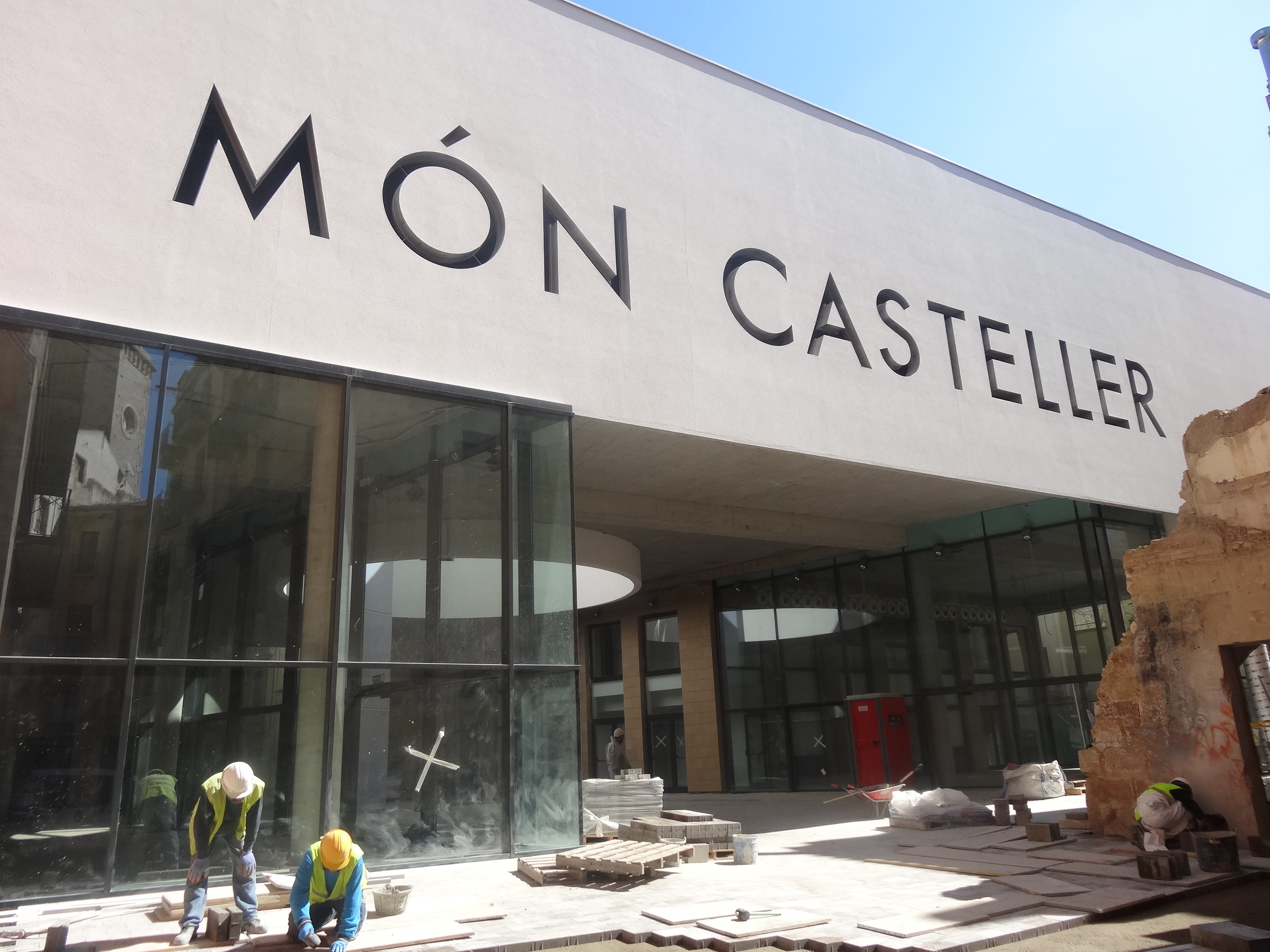
Musée Casteller de Catalogne.

Món Casteller. Musée Casteller de Catalogne est consacré au patrimoine immatériel des castells sur 2800 m2 de surface bâtie et 2446 m2 de surface utile, distribués entre le sous-sol, le rez-de-chaussée, les combles, le premier étage et la terrasse mirador.
Le bâtiment relie les deux places du Blat et de l’Oli, de sorte à préserver la continuité urbaine antique. De plus, il donne naissance à une nouvelle place en forme de cercle qui s’ouvre dans le tissu urbain médiéval. Un pilier lumineux de plus de 20 mètres de haut s’élève au-dessus du bâtiment. Le changement de chromatisme de ce feu lumineux symbolise les différentes couleurs des chemises des colles castelleres et la pluralité de cette manifestation patrimoniale.
Les combles abritent l’espace pédagogique, les archives et le Centre de Documentation Casteller (CEDOCA) consacré à la garde de toute la documentation concernant le phénomène casteller, ainsi que les fonds propres. Au rez-de-chaussée se trouvent les espaces d’accueil, boutique, cafétéria et l’espace immersif et sensoriel. Au premier étage se trouve l’espace des expériences consistant dans la muséographie permanente, et une pièce réservée aux expositions temporaires.
Au sous-sol, on trouve le siège de l’Organisme de Coordination des Colles Castelleres de Catalogne, et au niveau de la toiture, il y a une terrasse mirador avec des vues sur le clocher le plus haut de Catalogne.

## Le projet muséographique
Le projet muséographique du Musée Casteller de Catalogne a été mis au point à partir du projet muséologique établi entre 1997 et 2003 par une commission convoquée par le Département de la Culture de la Generalitat de Catalogne, la Mairie de Valls et le Musée de Valls.
C’est le 8 janvier 2016 qu’a été rendu public le verdict du concours d’idées visant à définir le projet muséographique du Musée et auquel 18 sociétés ont participé. Le jury, composé de spécialistes externes dans les domaines du tourisme, de la culture, des nouvelles technologies, de l’architecture et des castells, a choisi la société du muséographe et scénographe Ignasi Cristià comme gagnante du concours. La proposition trouve son origine dans la devise relative aux castells, « Force, équilibre, courage et bon sens », de l’auteur Josep Anselm Clavé, dans son poème « Los Xiquets de Valls » de 1867. Par ailleurs, avec le nom « Un castell en tres actes » (« un castell en trois actes »), il fait appel à des sensations et à des émotions tout autour du phénomène casteller moyennant l’utilisation de ressources audiovisuelles et multimédia pour y parvenir. La rédaction et la direction de ce projet muséographique s’élèvent à 139 460 €.
Le visiteur sera accueilli au musée avec un premier grand acte audiovisuel, dans une pièce qui reliera deux étages du bâtiment. Ce premier acte vise à symboliser le courage des castellers car il sera possible de vivre de première main le vertige que sent l’enxaneta (celui qui couronne le castell).
Le deuxième acte est consacré au bon sens et à l’équilibre que représentent la sagesse, l’expérience et la technique. Cet acte inclut également une présentation du progrès de ce phénomène en termes de consolidation historique, d’expansion, de perfectionnement technique et le rôle de la ville de Valls en tant que berceau du phénomène casteller. À ce point, cinq nœuds circulaires dont la forme rappelle celle des tours humaines des castells serviront d’orientation au visiteur, avec des panneaux dynamiques et des visuels, de sorte à créer une structure organique en mouvement.
Le dernier acte, consacré à la force, aboutit dans l’espace immersif et sensoriel, avec l’installation multimédia qui dévoile l’éclat de bonheur et d’émotion, la joie et l’enthousiasme du moment de couronnement du castell.
La réalisation audiovisuelle de tout le matériel du Musée a été confiée au Groupe Lavinia, à travers sa société Lavinia Spurna Visual, adjudicataire de l’appel d’offres. Elle est fondée sur l’utilisation de plusieurs langages audiovisuels, avec des images réelles, des ressources infographiques ou d’animation. Le tout, avec la participation de la société Potato dans le montage et la postproduction. La mission consiste dans la réalisation des 6 grands audiovisuels et des 2 supports interactifs envisagés dans le cadre du projet muséographique. La production et la postproduction s’élèvent à 428 445 €.
Tout au long de 2016, Lavina Spurna Visual a collecté des images de quinze journées castelleres, sélectionnées par la « Taula de Localitzacions », composée de quinze spécialistes du monde casteller venus de plusieurs villes.
Le projet muséographique inclut une section historique avec des contenus élaborés par le Conseil scientifique du Musée Casteller de Catalogne, composé de neuf experts du domaine des Castells désignés par le Consortium du Musée.
De son côté, la « Taula Lèxica », composée pour une dizaine de spécialistes, s’est chargée de la sélection des termes à inclure dans le thème du lexique casteller du projet muséographique.

## Le vieille ville, siège du musée

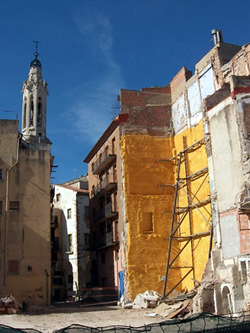
Musée Casteller de Catalogne en construction.

La construction du Món Casteller - Musée Casteller de Catalogne est l’une des actions promues par la Mairie de Valls dans le but de revitaliser la vieille ville. À l’instar d’autres villes européennes, ce défi passe par la rénovation urbaine moyennant la création de nouvelles places et l’amélioration du tissu urbain. Sans oublier la mise en place de nouvelles installations civiques et culturelles dans des bâtiments de construction récente ou la rénovation des attractions patrimoniales existantes.
Tout ceci s’est traduit par la construction de l'Espai Ca Creus, inauguré le 23 avril 2014. Cet espace rassemble les services du Centre Civique, la Direction de la Culture de la Mairie, la « Xarxa de Cultura » (« réseau de la culture »), Le Service Jeunesse Valls Jove, et en particulier, la Bibliothèque régionale Carles Cardó.
Dans le cadre du patrimoine, il convient de mentionner la restauration de l’ancien couvent du Carme, inauguré en septembre 2014. Cette intervention a permis le retour de l’Escola Enxaneta et la récupération de l’espace dans toute la ville, du fait que dans l’actualité, le cloitre et la nouvelle salle de conférence accueillent des actes civiques et culturels de toutes sortes. De même, la cour de l’école accueille le parc de Nadal (le parc de Noël).
Avec Món Casteller. Musée Casteller de Catalogne, on reste ainsi en ligne avec le projet d’embellissement de la vieille ville de Valls dans le cadre du Plan de quartiers de la Loi des Quartiers 2/2004 du 4 juin de la Generalitat de Catalogne.

### Vidéos
- L'Expérience des Tours Humaines. Museu Casteller de Catalunya - Valls sur YouTube
- BBC 1, Castellers rapport. sur YouTube
- "Gestes d'ahir, símbols d'avui". Découvrez les collections photographiques du musée. sur YouTube